# Копривица, Нико
Нико Копривица (хорв. Niko Koprivica, 1889, Цавтат — 25 октября 1944, Дакса) — хорватский политический деятель, активист Хорватской крестьянской партии, был мэром Дубровника в последние дни существования Независимого государства Хорватия. Родился в Цавтате, небольшом пригороде Дубровника. По образованию — юрист.
В 1926 году Копривице был пожалован католический орден Святого Григория Великого. Был членом Братства Хорватского дракона и носил в этой организации звание Дракон Цавтата. 13 октября 1944 года городской совет избрал Нико Копривицу мэром города. 25 октября того же года он был расстрелян на каменистом острове Дакса югославскими партизанами-титовцами, в числе 187 дубровчан.
Останки Копривицы были эксгумированы и перезахоронены 10 октября 2008 года после траурной мессы в Успенском соборе Дубровника.
В октябре 2009 года место массового расстрела на острове Дакса посетили участники Хорватской конференции католических епископов.